# Poznaniacy
Poznaniacy (Poznaniaki, Poznańczycy gwarowo Poznanioki, Pyry, niem. Posener) – grupa etnograficzna ludności polskiej, zamieszkująca środkową część Wielkopolski, określany niekiedy jako region Poznańskie.
Mieszkańcy Poznańskiego to Poznaniacy, przy czym słowo to odnosi się nie tylko do mieszkańców miasta Poznania, lecz również całego regionu. Występuje przy tym różnica w pisowni: słowo „poznaniak”' pisane małą literą oznacza mieszkańca Poznania, a wyraz „Poznaniak” pisany wielką literą – mieszkańca całego regionu – niekoniecznie Poznania.

## Charakterystyka

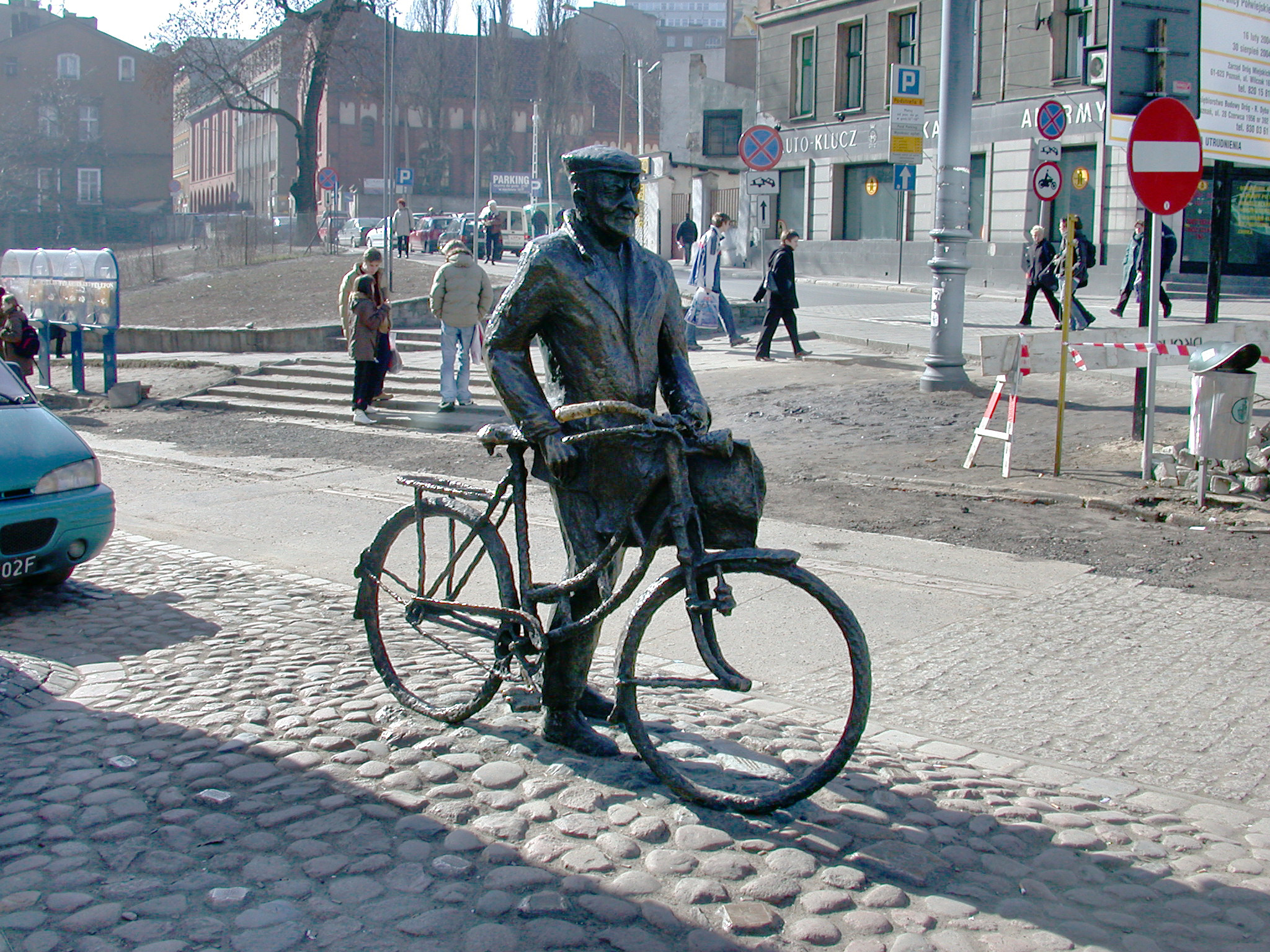
Pomnik Starego Marycha w Poznaniu

Janusz Kamocki przedstawia, że u większości Wielkopolan nastąpiło zatarcie różnic kulturowych pomiędzy poszczególnymi grupami etnograficznymi. Spośród nich Poznaniacy ulegli w największym stopniu wpływom miejskim.
Za cechy Poznaniaków uważa się przede wszystkim: zmysł praktyczny, pragmatyzm, pracowitość, punktualność, oszczędność i gospodarność, poszanowanie prawa (legalizm).
Według częstych opinii cechy te wpoili Poznaniakom Niemcy w czasie zaboru pruskiego. Prawdziwość tej tezy jest przedmiotem kontrowersji; jest faktem, że cechy te często obracały się przeciwko Niemcom. Legalizm Poznaniaków nie oznaczał też wyrzeczenia się walki zbrojnej. W Poznańskiem w latach 1794–1918 było kilka zrywów niepodległościowych, a dwa z nich – powstanie wielkopolskie z 1918/1919 r. oraz powstanie wielkopolskie – były jednymi z nielicznych (obok III powstania śląskiego oraz powstania sejneńskiego) zwycięskich powstań w Polsce.

## Gwara poznańska
Poznaniacy posługują się gwarą poznańską. Była ona zwalczana w okresie PRL, również ze względu na fakt, iż charakteryzuje ją duża liczba germanizmów, niemiecki szyk zdania itp.

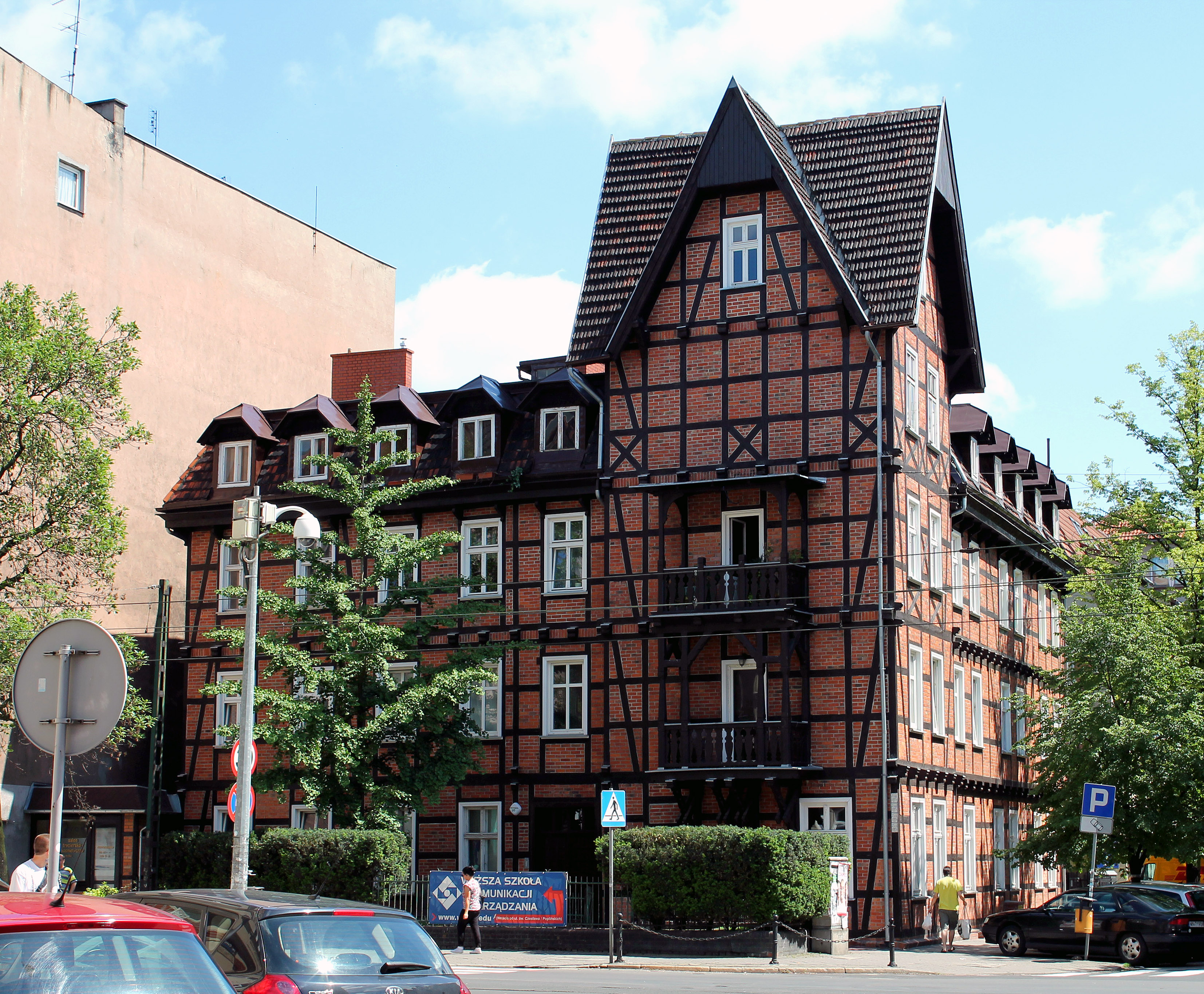
Architektura pruska okresu zaboru jako nieodzowny element również dzisiejszej kultury Poznaniaków

## Święta obchodzone przez Poznaniaków
Święto stanowią również (obchodzone w sposób przypominający niektóre uroczystości niemieckie) imieniny ulicy Św. Marcin w Poznaniu. Najhuczniej obchodzone przez Poznaniaków święto kościelne to Boże Ciało, kiedy odbywa się (w Poznaniu celebrowana razem z Bambrami przy wsparciu Towarzystwa Bambrów Poznańskich) Procesja Bożego Ciała.

## Stowarzyszenia regionalne

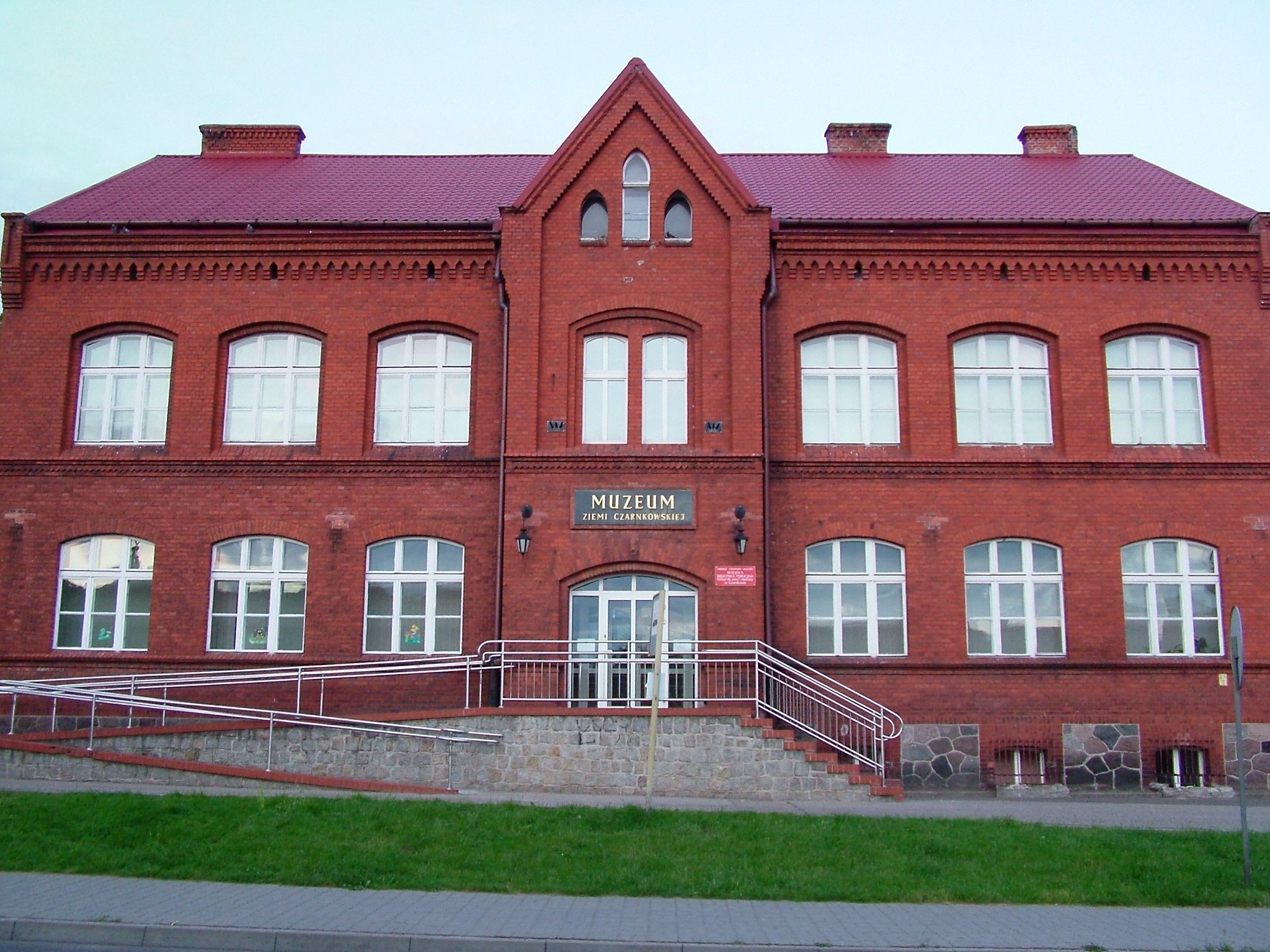
Muzeum Ziemi Czarnkowskiej – miejsce przechowywania pamiątek etnograficznych z północno-zachodnich obrzeży Poznańskiego

Obecnie do tradycji Poznaniaków odwołuje się szereg wielkopolskich stowarzyszeń regionalnych, jak: Towarzystwo im. Hipolita Cegielskiego, Unia Wielkopolan, Ruch Regionalny Wielkopolan, Wielkopolskie Towarzystwo Kulturalne czy Wiara Lecha.

## Muzyka
Istnieje zespół folklorystyczny Wielkopolanie, który odwołuje się do tradycji ludowej Poznańskiego.

## Media
Poznaniacy posiadają swoje programy i słuchowiska, jak np. prowadzone w gwarze poznańskiej (przez Jacka Hałasika) „Blubry Heli przy niedzieli”, emitowane w Radio Merkury. Felietony pisane gwarą Poznaniaków (głównie autorstwa Juliusza Kubla) publikowane są m.in. w „Głosie Wielkopolskim” i w czasopiśmie „Lofer. Miesięcznik Wielkopolanina”, w „Rzeczy Krotoszyńskiej” ukazują się felietony „Okrakiem na ryczce” (autorstwa Jana Rosika).
Osoby propagujące kulturę Poznańskiego:
- Stanisław Strugarek – propagator gwary i kultury Poznańskiego
- Juliusz Kubel – propagator gwary i kultury Poznańskiego oraz wiceprezes Towarzystwa Bambrów Poznańskich[9]
- Marian Pogasz – propagator gwary i kultury Poznańskiego
- Jan Rosik – propagator gwary i kultury Poznańskiego z Krotoszyna